# 鹿島大野駅
鹿島大野駅（かしまおおのえき）は、茨城県鹿嶋市大字荒井にある鹿島臨海鉄道大洗鹿島線の駅である。
当駅は鹿嶋市の北部に位置し、慈眼寺、鹿嶋市役所大野支所の最寄り駅であり、関東の駅百選の認定駅となっている。

## 歴史
- 1985年（昭和60年）3月14日 - 大洗鹿島線開通と同時に開業[1]。
- 1999年（平成11年）- 「関東の駅百選」に選定。

## 駅構造
島式ホーム1面2線を有する地上駅で、無人駅である。

### のりば
| 番線 | 路線        | 方向 | 行先                   |
| ---- | ----------- | ---- | ---------------------- |
| 1    | ■大洗鹿島線 | 下り | 鹿島神宮方面           |
| 2    | ■大洗鹿島線 | 上り | 新鉾田・大洗・水戸方面 |

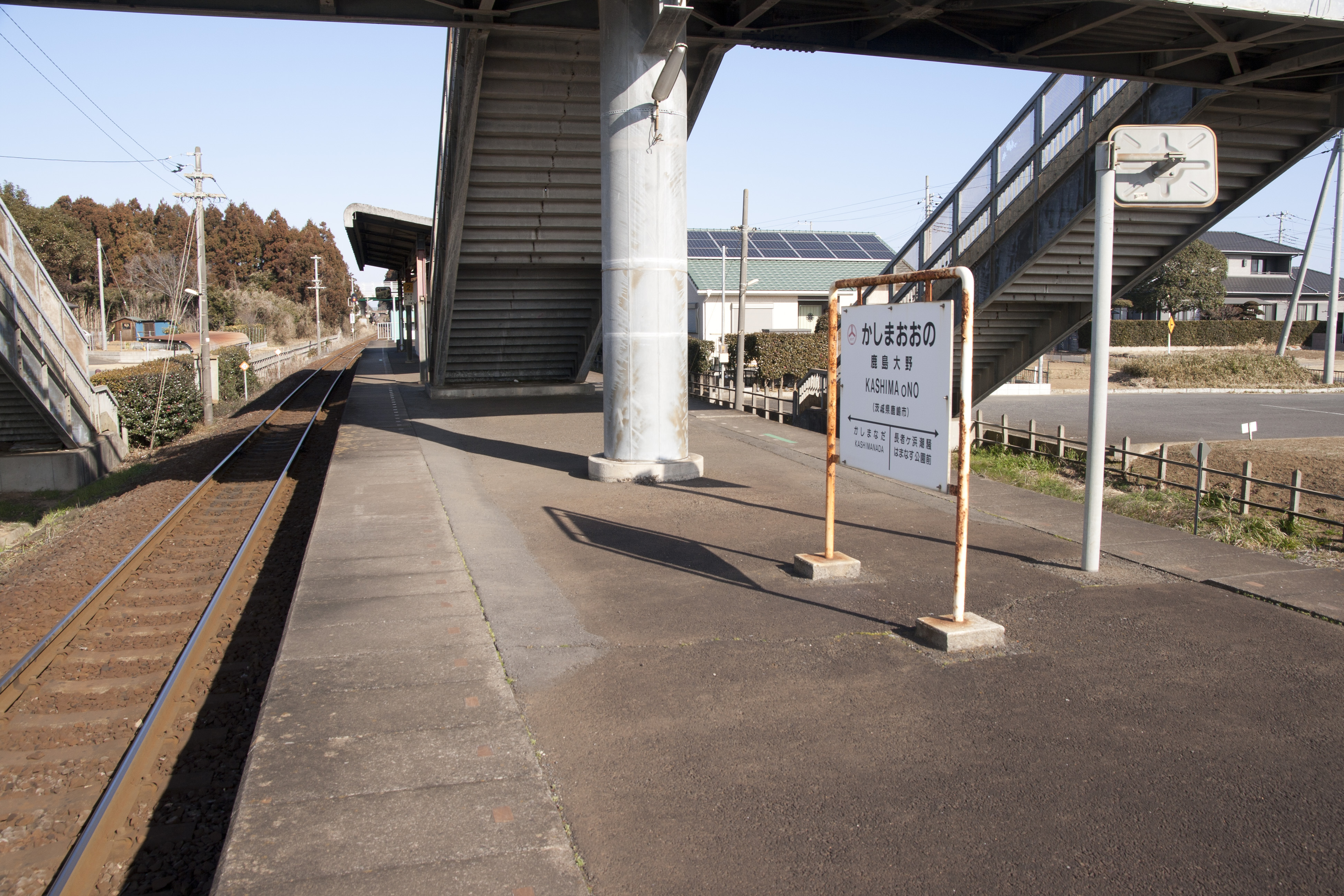
ホーム（2018年2月）
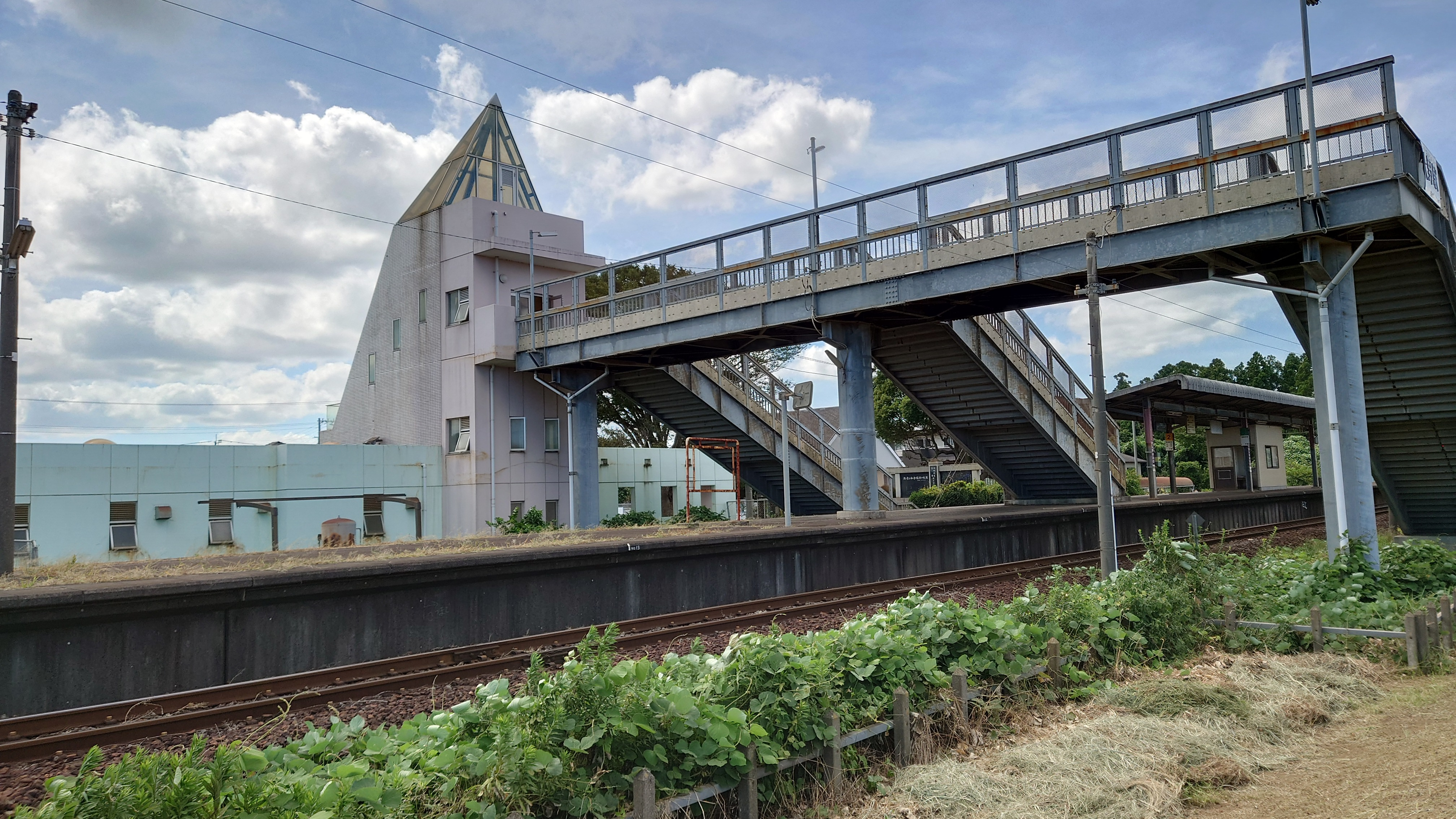
跨線橋（2022年8月）

### 当駅における運行形態
上り（大洋・新鉾田・大洗・水戸方面）、下り（鹿島神宮方面）と共に、概ね1時間に1本の普通列車が停車する。

## 利用状況
| 1日乗降人員推移 | 1日乗降人員推移 |
| 年度            | 1日平均人数     |
| --------------- | --------------- |
| 2011年          | 264             |
| 2012年          | 318             |
| 2013年          | 309             |
| 2014年          | 278             |
| 2015年          | 277             |
| 2016年          | 286             |
| 2017年          | 261             |
| 2018年          | 262             |

## 駅周辺
- 国道51号
- ウェルシア鹿嶋大野店
- 鹿嶋市役所大野出張所（旧・大野村役場）
- 荒井郵便局
- 水戸信用金庫大野支店
- なめがたしおさい農業協同組合大野支店

## バス路線
鹿嶋コミュニティバスのバス路線は交通系ICカード（Suica・PASMOなど）は利用不可となっている。また当駅への乗り入れは行っておらず、近くの県道242号線沿いの「大野駅入口」バス停から発車する。
- 市内循環「鹿嶋コミュニティバス」（池田交通）
  - 「中央線」 鹿島灘駅 行：大野出張所前 経由
  - 「中央線」 高松緑地公園 行：はまなす駅入口・スタジアム駅入口・鹿島神宮駅 経由

## 隣の駅
鹿島臨海鉄道
■大洗鹿島線
鹿島灘駅 - 鹿島大野駅 - 長者ヶ浜潮騒はまなす公園前駅